# Тревор-Ропер, Хью
Хью Тревор-Ропер, барон Дакр из Глантона (также Тревор-Роупер, англ. Hugh Trevor-Roper, Baron Dacre of Glanton; 15 января 1914, Нортамберленд, Англия — 26 января 2003, Оксфорд) — британский историк, специализировавшийся на истории Великобритании Нового времени и нацистской Германии.

## Биография
Родился в семье врача. Учился в колледжах Чартерхаус-Спул и в Крайст-Черч в Оксфордского университета, которые с отличием закончил. В 1957—1980 годах Королевский профессор современной истории Оксфордского университета. Специализировался по истории XVI и XVII веков (один из разработчиков концепции общего кризиса XVII века), особенно периода Реформации, позднее обратился к истории Третьего рейха.
Во время Второй мировой войны служил офицером в службе радиобезопасности СИС.
В 1945 году Тревор-Ропер по заданию британского правительства был призван расследовать обстоятельства смерти Адольфа Гитлера и опровергнуть заявления советской стороны о том, что он жив и проживает где-то на Западе. Материалы расследования явились основой для написания книги «Последние дни Гитлера».
Умер от рака в хосписе в Оксфорде в возрасте 89 лет.

## Интересные факты
- Книга «Застольные беседы Гитлера» была внесена в Федеральный список экстремистских материалов (№ 221)[5] решением Засвияжского районного суда г. Ульяновска от 25 июня 2008 г. Российские правоохранители сочли хроникальное изложение высказываний А. Гитлера политической пропагандой антиславянского и антисемитского характера[6]. Ставшая основным источником книги Хью Тревор-Ропера книга Генри Пиккера[7] позже решением Палласовского районного суда Волгоградской области от 19 июля 2010 г. также была признана экстремистской (№ 711 в Федеральном списке экстремистских материалов).
- Подтвердил подлинность т. н. «Дневников Гитлера» Конрада Куяу, которые позднее были признаны поддельными.[8]

## Произведения
- The Gentry 1540 – 1640. — The Economic History Review Supplements. London, 1953.

### Книги, изданные на русском языке
- Тревор-Роупер Х. Последние дни Гитлера = The Last Days of Hitler. — М.: Лениздат, 1995. — ISBN 5-289-01809-3.
- Тревор-Роупер Х. Застольные беседы Гитлера, 1941-1944 гг. = Hitler's table talk, 1941-1944 гг. / пер. с англ. А. С. Цыпленкова. — М.: Центрполиграф, 2004. — 655 с. — ISBN 5-9524-1353-6.